# Conjunt de cases d'en Ramon Duran
El Conjunt de cases d'en Ramon Duran és una obra eclèctica de Sabadell (Vallès Occidental) protegida com a Bé Cultural d'Interès Local.

## Descripció
Edifici constituït per tres habitatges que presenten el mateix esquema compositiu. El tractament de la façana exemplifica la típica organització emprada pels mestres d'obra.
Cada habitatge està estructurat en dos cossos, marcant l'eix de simetria la porta d'entrada i el balcó central, que no presenta volada. Destaca la sobrietat en l'ornamentació de l'edifici on aquesta es concentra bàsicament al brancal i la llinda de portes i finestres (un senzill marc en relleu realitzat en estuc), i per les cornises que separen els pisos així com el ràfec de la teulada.

## Història
Habitatge aprofitat per comerços. El conjunt ha estat restaurat. Entre els comerços destaca la Farmàcia Argelaguet, amb la decoració de ceràmica vidriada a les dues façanes (carrer de Sant Antoni Maria Claret i carrer del Pedregar). L'autor dels habitatges fou el mestre d'obres J. A. Obradors.